# Gaetano Savi

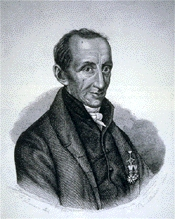
Gaetano Savi

Gaetano Savi (* 13. Juni 1769 in Florenz; † 28. April 1844 in Pisa) war ein italienischer Botaniker. Sein offizielles botanisches Autorenkürzel lautet „Savi“.

## Leben
Savi war der Sohn von Gaspero Savi und Maria Rogai. Nachdem er zunächst begonnen hatte, in Florenz Literatur zu studieren, wurde es ihm durch ein Stipendium des toskanischen Großherzogs Ferdinand III. ermöglicht, an der Universität von Pisa naturwissenschaftliche Studien zu betreiben, unter anderem bei Giorgio Santi (1746–1822) und Adolfo Targioni Tozzetti (1823–1902). 1795 erwarb er den Doktor in Medizin. Gleichzeitig war er aber auch seinen Interessen an Chemie, Physik und Naturgeschichte nachgegangen. Ab 1801 lehrte er selbst in Pisa zunächst experimentelle Physik, was ihm die Möglichkeit verschaffte, die veralteten Anlagen des Instituts zu erneuern. 1809 wurde er an den Lehrstuhl für Botanik berufen. 1814 wurde er auch zum Leiter des Botanischen Gartens ernannt. In dieser Funktion konnte er 1829/1830 die botanischen Sammlungen erwerben, die Giuseppe Raddi, sein Jugendfreund, in Brasilien und Ägypten angelegt hatte. 1816 wurde er zum Mitglied der Königlichen Schwedischen Akademie der Wissenschaften gewählt. 1839 war er Präsident der biologischen Sektion des ersten wissenschaftlichen Kongresses in Pisa.
Savis Kinder waren der Naturforscher Paolo Savi und der Botaniker Pietro Savi, der auch seine Nachfolge an der Universität Pisa antrat.

## Ehrentaxon
Die Gattung Savia der Phyllanthaceae wurde von Carl Ludwig von Willdenow zu Ehren von Savi benannt.

## Werke
- Flora pisana, 2 Bände, Pisa 1798. Band 1 online, Band 2 online
- Trattato degli alberi della Toscana, Florenz 1801. online
- Botanicon Etruscum, Pisa 1808. online
- Flora Italiana, Pisa 1818.